# Vanity Fair (Magazin)
Vanity Fair ist eine in mehreren Landesausgaben erscheinende Zeitschrift, die Artikel zu kulturellen Themen, bekannten Persönlichkeiten aus Unterhaltung und Politik sowie aktuellem Geschehen bietet. Die Publikation ging aus dem 1913 erstmals verlegten britischen Magazin Dress and Vanity Fair hervor. Herausgeber ist die zur US-amerikanischen Mediengruppe Advance Publications gehörende britische Verlagsgruppe Condé Nast Publications bzw. deren Tochtergesellschaften. In den USA erscheint Vanity Fair monatlich und veröffentlicht Online-Artikel auf seiner Website, welche unabhängig vom Ein-Monats-Zyklus herausgebracht werden können. In Italien ist sie ein Wochenmagazin. Eine deutschsprachige Ausgabe der Vanity Fair erschien vom 7. Februar 2007 bis 19. Februar 2009.

## Geschichte

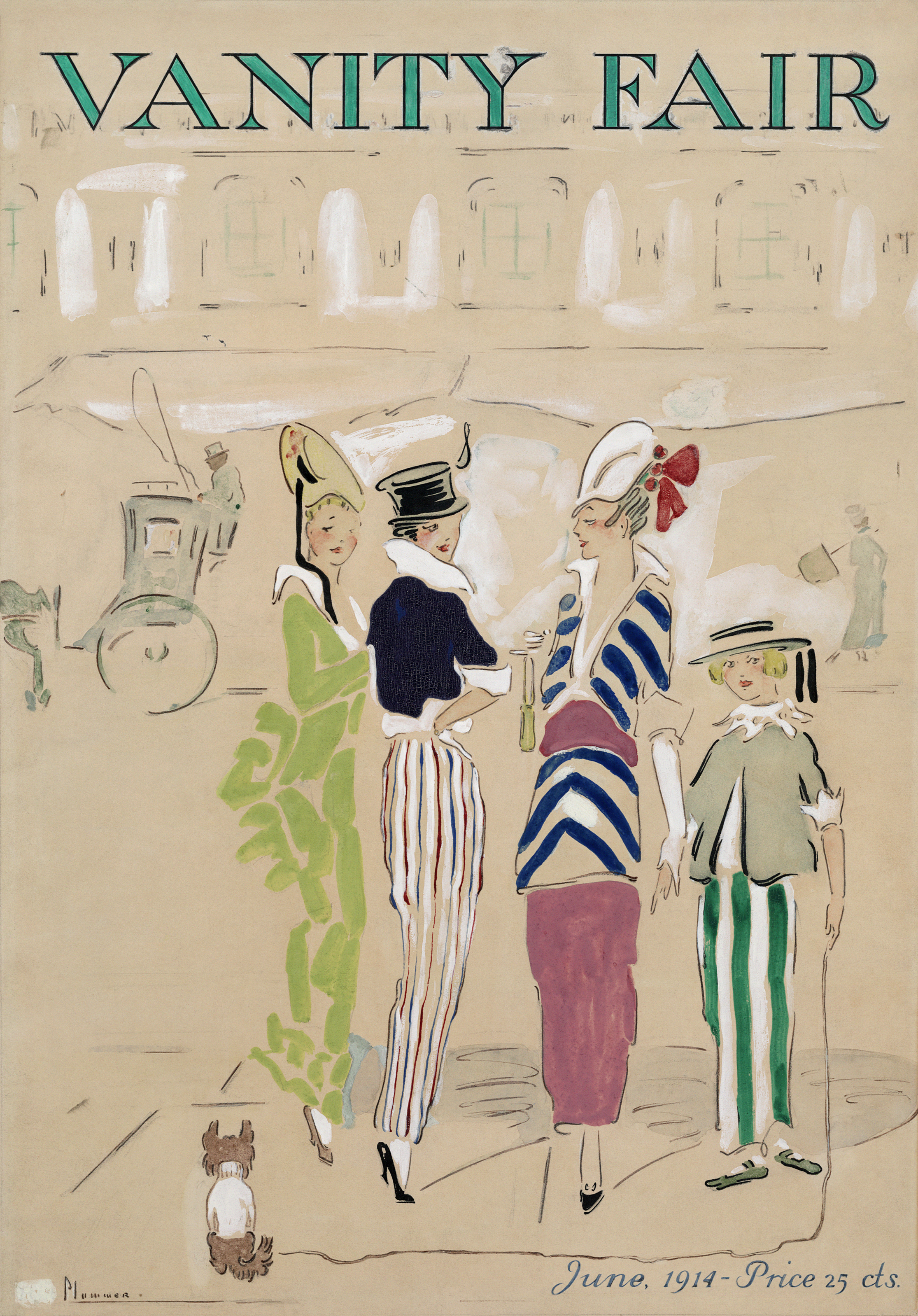
Titelblatt der Ausgabe Juni 1914

Der Name der Zeitschrift ist der englische Originaltitel des Romans Jahrmarkt der Eitelkeit von William Makepeace Thackeray. Allerdings knüpft der Autor mit seinem Titel an ein 1678 erschienenes Werk von John Bunyan an – The Pilgrim’s Progress. Ein christlicher Pilger ist auf seiner Wanderschaft unzähligen Versuchungen und Gefahren ausgesetzt. Seine Reise führt ihn auch in die Stadt Vanity, in welcher ein Vanity Fair – also jener Jahrmarkt der Eitelkeit(en) – abgehalten wird.
Die Zeitschrift wurde 1868 als britische Wochenzeitschrift von Thomas Gibson Bowles gegründet. In der Vergangenheit gab es eine Reihe von britischen und amerikanischen Zeitschriften dieses Namens. Im Jahr 1913 erwarb der Verleger Condé Nast sowohl das Magazin Dress als auch das Recht an dem Namen Vanity Fair für den amerikanischen Markt. Aus den Magazinen wurde der Titel Dress and Vanity Fair, von dem 1913 vier Ausgaben erschienen. 1914 erfolgte die Umbenennung in Vanity Fair. Als Auswirkung der Weltwirtschaftskrise wurde das Magazin 1936 mit der ebenfalls von Condé Nast verlegten Vogue verschmolzen und erst in den achtziger Jahren in seiner heutigen Form wiederbelebt.
Aufsehen erregte am 31. März 2005 ein von der US-amerikanischen Vanity Fair veröffentlichter Beitrag, in dem von Bob Woodward bestätigt wurde, dass W. Mark Felt im Watergateskandal „Deep Throat“ war.
2005 berichtete Vanity Fair über einen von Roman Polański angeblich 1969 verübten Missbrauchsfall. Dieser verklagte das Magazin und erhielt vom High Court in London £50.000 Schmerzensgeld zugesprochen.
Im Dezember 2016 brachte die amerikanische Ausgabe einen Artikel über das Trump Grill(e) Restaurant in New York, in welchem dieses Restaurant als „das womöglich schlechteste in ganz Amerika“ bezeichnet wurde. Der Besitzer und angehende US-Präsident Donald Trump reagierte erbost auf diesen Bericht und prophezeite dem Magazin in einem Tweet mit Verweis auf sinkende Umsatzzahlen den Untergang und das baldige Ausscheiden des Chefredakteurs Graydon Carter. Nach Bekanntwerden des Tweets konnte Vanity Fair innerhalb von 24 Stunden 13.000 Neu-Abonnenten gewinnen. Auf seiner Website wirbt Vanity Fair seither mit dem Spruch, es sei „das Magazin, von dem Trump nicht will, dass Sie es lesen“.
Zusammen mit One Young World veröffentlicht Vanity Fair jedes Jahr die Global Goals List.

## Deutschsprachige Ausgabe

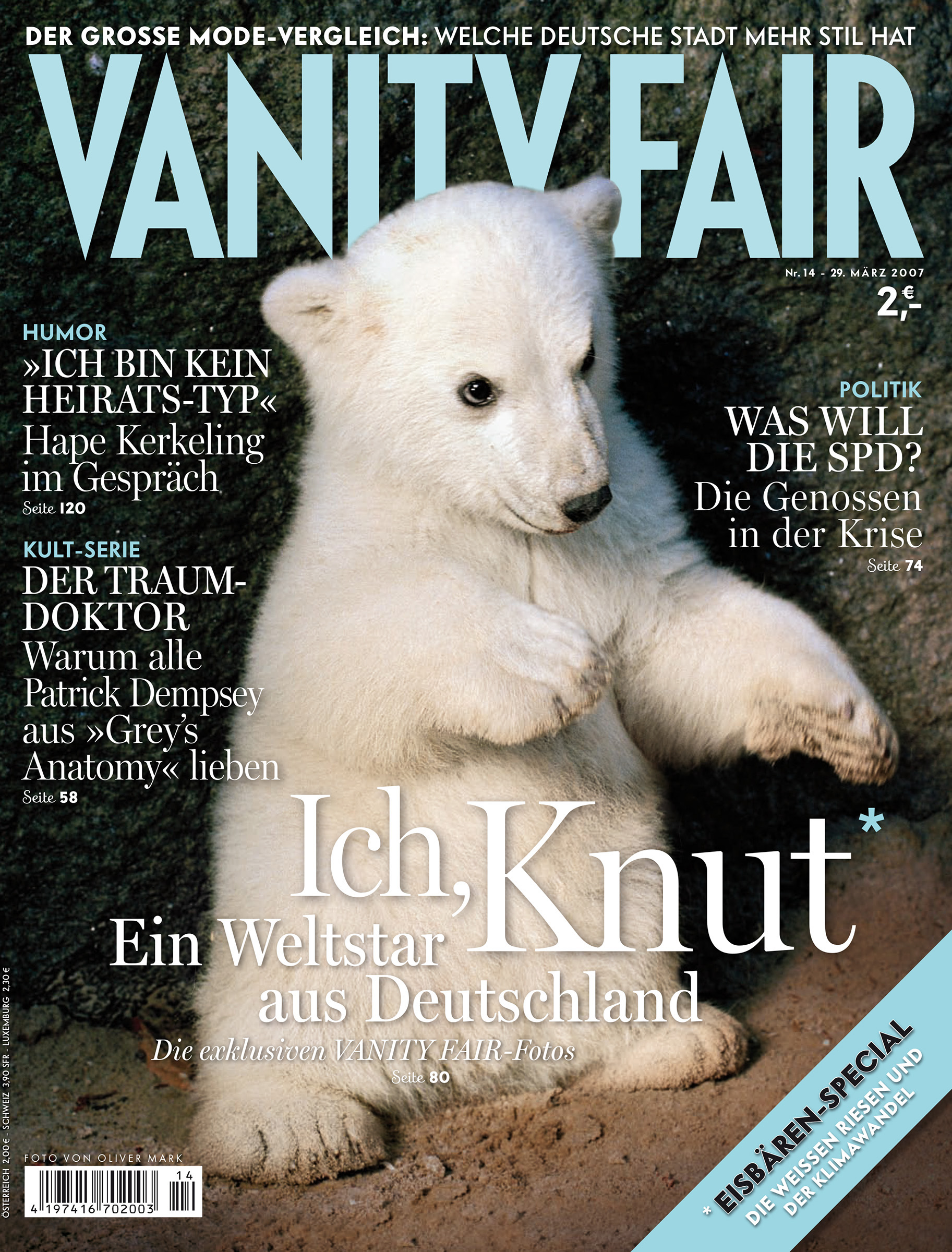
Das Titelcover Nr. 14 vom 29. März 2007 fotografierte der Cheffotograf der deutschsprachigen Ausgabe von „Vanity Fair“, Oliver Mark, im Berliner Zoo. Gleichzeitig war es das Mal, dass ein Tier, der Eisbär Knut, auf dem Cover eines People-Magazins gezeigt wurde.

Eine deutschsprachige Ausgabe der Vanity Fair erschien vom 7. Februar 2007 bis 19. Februar 2009 im Condé Nast Verlag, herausgegeben von Bernd Runge. Die 500.000 Exemplare umfassende erste Ausgabe umfasste 320 Seiten und hatte einen Einführungspreis von 1,00 Euro. Etwa sechs Monate nach der ersten Ausgabe lag die Zahl der Abonnenten bei über 25.000.
Für zwei Ausgaben wurde der Zeitschrift ab November 2007 eine CD beigelegt, welche Musik aus Filmen wie Das Parfum, Jenseits von Afrika und Der Herr der Ringe beinhaltete. Zum Jahresende 2007 wurde der neue Claim Vanity Fair. Die Woche hat viele Gesichter veröffentlicht.
Chefredakteur der deutschen Ausgabe war von der Gründung bis zum 11. Januar 2008 Ulf Poschardt, sein Nachfolger war ab Mai 2008 Nikolaus Albrecht. Während die US-Ausgabe der Zeitschrift monatlich erscheint, war Vanity Fair in Deutschland ein Wochenmagazin. Chefreporter war Michel Friedman. Der Schriftsteller Rainald Goetz hatte dort eine Online-Kolumne, deren Texte 2008 im Buch Klage erschienen. Cheffotograf war der Berliner Oliver Mark. Im Sommer 2008 gab es zur üblichen Ausgabe der Vanity Fair zwei Sonderausgaben mit dem Schwerpunkt Musik. Die reguläre Ausgabe erschien demnach kurzzeitig zweiwöchentlich. Beide Hefte wurden zum Preis von jeweils 2,00 Euro verkauft.
Im Februar 2009 wurde die deutsche Version eingestellt. Als Grund für die überraschende Entscheidung, knapp zwei Jahre nach dem Start in Deutschland, nannte Verlagsvorstand Jonathan Newhouse die schlechte konjunkturelle Entwicklung weltweit und die damit einhergehende Anzeigenkrise in der Verlagsbranche. Von Branchenkennern wurde diese Erklärung jedoch angezweifelt.
Weiterhin wurde die Zeitschrift u. a. in der Business-Class der Lufthansa angeboten.

## Kontroversen
Im November 2007 erschien ein ausführliches Interview des ehemaligen stellvertretenden Vorsitzenden des Zentralrats der Juden in Deutschland, Michel Friedman, mit dem RAF-Mitgründer und heutigen Rechtsextremen Horst Mahler.
Für Aufsehen und Empörung sorgte das Magazin durch ein am 22. November 2007 veröffentlichtes Interview mit der „CSU-Rebellin“ Gabriele Pauli samt ihrem „Abschiedsbrief“ an den CSU-Vorsitzenden Erwin Huber. Die Landrätin erklärte hier erstmals, ihre CSU-Mitgliedschaft beenden zu wollen. Später wurde bekannt, dass Pauli für die Veröffentlichung Geld gefordert und erhalten hatte. Auf ihrer Website bestätigte sie dieses und rechtfertigte das Verhalten mit der Begründung: „Viele Medien haben damit Millionenumsätze gemacht, meine politischen und privaten Handlungen und Meinungen darzustellen und zu kommentieren, mich ‚rauf‘ und dann wieder ‚runter‘ zu schreiben. Um meine politische Arbeit fortsetzen zu können, ist es legitim, von denjenigen, die von meinem Engagement profitieren, einen Teil zu verlangen.“ Dies wurde vom Deutschen Journalisten-Verband kritisch beurteilt. Des Weiteren begründete Pauli am 30. November 2007 die Zahlungen damit, dass sie nicht verpflichtet sei, Dritten Auskunft zu ihren persönlichen Zielen zu geben. Sie habe über das Amt als Landrätin hinaus kein Mandat, keinen Wählerauftrag und noch nicht einmal eine Parteizugehörigkeit. Sie wolle mit dem Geld einen Teil ihrer künftigen politischen Arbeit ermöglichen und habe ihre bisherigen Aktivitäten ein Jahr lang aus eigener Tasche bestritten.
Im Jahr 2019 sagte die ehemalige Redakteurin Vicky Ward, dass ihr Porträt von Jeffrey Epstein in der Vanity Fair aus dem Jahr 2003 die Aussagen von Annie und Maria Farmer (die die ersten bekannten Strafanzeigen gegen den Sexualstraftäter Epstein einreichten) enthielt, dass diese aber später aus Wards Artikel gestrichen wurden, nachdem Bill Clinton den Herausgeber des Magazins, Graydon Carter, unter Druck gesetzt haben soll. Clinton soll sogar persönlich die Redaktion besucht haben, um seinen „guten Freund“ zu schützen.